# Couples
『couples』（カップルズ）は、1987年4月1日に発売されたピチカート・ファイヴ1作目のスタジオ・アルバム。

## 解説
細野晴臣プロデュースによりテイチクのノン・スタンダード・レーベルからデビューしたピチカート・ファイヴは、そこではアルバムを作ることなく、細野とテイチクとの契約満了により居続けることが出来なくなったため、再びアマチュアのバンドに戻ろうとしていた。CBSソニー（当時）のディレクター河合マイケルにピチカートを推薦したのは、細野の個人事務所「ミディアム」でマネージメント業務に就いていた杉村純子だった。1985年8月のレコード・デビューから1986年2月まで、所属事務所のなかったピチカート・ファイヴはミディアムに預り、というかたちで籍を置かせてもらっていた。そしてソニーへ移籍するタイミングで杉村がミディアムから独立し、そのままピチカート・ファイヴのマネージメントを続けることになった。杉村から相談を受けた南青山の輸入レコード店「パイド・パイパー・ハウス」店長（当時）の長門芳郎は「じゃあ、いっそのこと、彼らの事務所を作ろう」と、長門が代表となり、ピチカート・ファイヴの事務所「グレイテスト・ヒッツ」が設立された。店の斜め向かいにあったパイド・パイパー・ハウスの事務所内に杉村のデスクと専用電話が置かれ、業務が開始された。長門は“場所を提供するだけの名ばかりの社長”ということで、ピチカート・ファイヴと杉村を陰で支えることになった。
小西康陽によれば、河合を紹介されたのは1986年の春だったが、そこからすぐにソニーとレコーディング契約を交わしたわけではなく、会ってから契約、アルバム制作まで半年以上ブランクがあったという。河合が当時、制作ディレクターとして担当していたあるアーティストがピチカート・ファイヴに興味を持ってくれていて、プロデューサーとして関わってもらえるならば大きな助けになる、という話があって、たぶん河合も小西たちもそのアーティストにそうしてもらえるのをずっと待っていたが、その話が結局立ち消えとなって、「それなら俺がやるから」と河合が宣言したのだという。
ソニーに移籍後すぐに参加することになったクリスマス企画盤『WINTER LOUNGE』のために<キスキス バンバン>をレコーディングした翌週、河合が小西の部屋を訪れ、アルバムの打ち合わせが行われた。そこで、ノン・スタンダード時代から一変して、打ち込みではなく全てスタジオ・ミュージシャンによるレコーディングとすること、ミキサーに吉田保を起用すること。そして作詞は基本的に小西が全てを手がけるということが決められた。小西は1986年12月の最初の1週間を札幌の実家で作曲とデモテープ作りを行い、1987年1月7日からレコーディングは始まり、約4週間で全てを録り終えた。

## レコーディング
それまでシンセを使った打ち込みのスタイルで行っていたレコーディングを、いきなり生演奏で、ということになってどのように思ったかについて、小西は「冒険だなと思いましたが、乗るしかないとも思っていました。生演奏でのディレクションをやってみたかったんですよね。でも、やりかたは何ひとつわかっていなかった。ノン・スタンダードの時にEPOさんのクリスマス・ソングのアレンジをやらせてもらったんですけど、トロンボーンのソロを入れたいと思って、トロンボーンの音色ってどのシンセサイザーで出したらいいんだろうということを事務所で話していたら、たまたま横にいた細野さんが“トロンボーンだったら吹いてもらえばいいじゃない”と言ってくれたんです。それくらいわかっていなかった。目の前にあるシンセで作るしかないという方法論しか持ち合わせていなかったんです。いきなり生演奏でやろうと言われてびっくりしたんですけれど、考えてみれば僕の音楽は生楽器、生のミュージシャンで出来てしまう。僕らの音楽がそうだということを自分たちが気付かずに、（河合）マイケルが先に気づいていたんです」という。
それまでスタジオ・ミュージシャンとやり取りする経験のなかった小西にとって、実際のレコーディングは「4週間ほどのレコーディングだったんですが、その期間は戸塚ヨットスクールに入れられていたような感じでしたね。僕の曲のオーケストレーションを高校時代の友人が担当したんですけれど、もともと転調が多い上に、テンションになる音を第1ヴァイオリン、第2ヴァイオリンでとってほしかったこともあり、記譜上のミスが重なってしまって滅茶苦茶な状況になってしまった。ストリングスの人からは色々と言われるんだけど、対応できなくて。トラウマになるくらいのレコーディングでしたね。でも、この4週間で知ったこと、経験したことは数知れないです」と、後にインタヴューで答えている。

## アートワーク、パッケージ
アルバム・ジャケットのデザインは当時、ソニーの社内デザイナーだった田淵稔が担当しているが、小西によれば「ジャケットのレイアウトや写真は僕が決めました。佐賀町のエキジビット・スペースで撮影したんですが、表4のメンバー写真を桑本正士さんが撮っている間に、田淵さんがトイレの洗面台で表1の写真撮影をしていたんです。“カップルズ”ということで、マグカップと歯ブラシ、歯磨き粉で表現しようというアイデアを出した記憶がある。その紙焼きを見せてもらったところ、1枚を除いて、ピントがしっかり合っていたんですね。それでそのぼんやりしている1枚を選んだ。ピントが合っていると生々しくて、味気ないので。ジャケットの文字のフォントもプレステッジかパシフィック・ジャズのレコードを持っていって、こんな感じで、と言った気がします」という。

## リリース
1995年にソニー時代のカタログが品番改定により再発された際、リミックスによりボーカル・トラックを抜いた完全カラオケ盤の『a quiet couple』が、見開き紙ジャケット仕様でリリースされた。

## 批評
本作は第二次バンドブームが起きていた当時の邦楽では唯一と言えるソフトロック志向で、過去の楽曲のサンプリングを積極的に盛り込んでいるため、1990年代渋谷系の前史として位置付けられる。

## 収録曲
1. マジカル・コネクション magical connection  –  (2:48)
日本語詞：長門芳郎、詞 ⁄ 曲：J.B.Sebastian
2. サマータイム・サマータイム summertime, summertime  –  (3:36)
  - 詞 ⁄ 曲：小西康陽
  - 小西によれば札幌から東京に戻る日、空港に向かうタクシーの中でメロディが浮かび、その曲のデモは1986年の大晦日から1987年の元旦にかけて作ったという[2]。
3. 皆笑った they all laughed  –  (3:27)
  - 詞：小西康陽、曲：高浪慶太郎
  - もともとは、小西自身が曲も書く予定だったが、高浪に詞のコンセプトを札幌から電話で話した際、自分が書きたいと申し出たため、高浪が曲を書いた。後に小西は自分が作ってもシャッフルのこんな感じの曲にしたと思うという[3]。この曲は後にアルバム『月面軟着陸』[注釈 3]にて高浪と野宮真貴のボーカルでセルフ・カバーされた。2012年には野宮のデビュー30周年記念アルバム『30 〜Greatest Self Covers & More!!!〜』[注釈 4]にてプロデュースを手がけた高橋幸宏とのデュエットで再度カヴァーされた。
4. 連載小説 serial stories  –  (4:19)
  - 詞 ⁄ 曲：小西康陽
  - 小西曰く、ロジャー・ニコルズ（Roger Nichols）<Someday Man>そのままで、Aメロ“窓ガラス越しに”のコード進行から“悲しくなるほど”のBへの進行は自らほとんど同じだという。でもメロディは全然違う運びで、かなりこなれた言葉に乗せていて、今聴いても自然だという。また、Bでの“〜なるほど好きなの”の3回繰り返しが自分らしいともしている[3]。この曲は後にアルバム『PIZZICATO FIVE』[注釈 5]にて歌詞が一部変更され、野宮のボーカルでセルフ・カバーされた。
5. アパートの鍵 the apartment  –  (3:31)
詞：小西康陽、曲：高浪慶太郎
6. そして今でも what now our love  –  (3:29)
  - 詞 ⁄ 曲：小西康陽
  - 小西によれば、この曲におけるCのサビでの“きっと私は〜”での転調はニルソン（Harry Nilsson）の<Without Her>からの影響だという。またこの曲は田島貴男在籍時のライブでも幾度かレパートリーとして取り上げられた。田島のボーカルでのライブ・ヴァージョンが後にベスト・アルバム『THE BAND OF 20TH CENTURY:Sony Music Years 1986-1990』[注釈 6]のボーナス・ディスクに収録された。
7. 七時のニュース seven o'clock news  –  (2:26)
詞：小西康陽、曲：鴨宮諒
8. おかしな恋人・その他の恋人 odd couple and the others  –  (3:37)
  - 詞：小西康陽、曲：鴨宮諒
  - この曲ではベースを細野晴臣に依頼したが、演奏を終えた細野が帰った後に作曲者の鴨宮が弾いてもらい忘れた箇所を高浪がピックで弾いていることを『THE BAND OF 20TH CENTURY:Sony Music Years 1986-1990』[注釈 6]収載のライナー・ノーツにて明かしている。また同ライナー・ノーツで小西は、自身が書いた詞の中の“しおれたレタス”というフレーズを、鴨宮が気に入っていなかったと書いている。
9. 憂鬱天国 my blue heaven  –  (3:35)
  - 詞 ⁄ 曲：小西康陽
  - この曲のドラムは、レコーディングの日に30歳の誕生日を迎えた河合マイケルが担当しているという[2]。また、小西はこの曲が自分の作風の出発点だという[1]。
10. パーティー・ジョーク party joke  –  (1:54)
  - 曲：高浪慶太郎
  - この曲は別アレンジによるリテイク・バージョンが、後にアルバム『月面軟着陸』[注釈 3]に収録された。
11. 眠そうな二人 two sleepy people  –  (3:08)
  - 詞 ⁄ 曲：小西康陽
  - 小西によれば、この曲は最も多くライブを行っていた時期にラヴァーズ・ロックふう、レア・グルーヴふうと様々なアレンジでやってみたが、わりとどんなアレンジでもOKだったという[3]。田島在籍時のライブでは<リップ・サーヴィス>とメドレーで取り上げられ、『THE BAND OF 20TH CENTURY:Sony Music Years 1986-1990』[注釈 6]にライブ・バージョンが収録されている。また、アルバム『月面軟着陸』[注釈 3]にて田島と野宮のボーカルでセルフ・カバーされ、さらにシングル<ラヴァーズ・ロック>[注釈 7]のカップリング曲としてリミックス・ヴァージョンが収録された。
12. いつもさようなら everytime we say goodbye  –  (2:44)
詞：小西康陽、曲：高浪慶太郎

## クレジット
| couples ; pizzicato V |

| the group ; | - 佐々木麻美子 - 高浪慶太郎 - 鴨宮諒 - 小西康陽 |

| musicians ; | - 伊集加代子グループ、宮田繁男、中原信雄、細野晴臣、 - 小池修、金山功、沖田晏広、数原晋、西山健治、 - 渡辺等、鶴来正基、斎藤誠、河合マイケル、井上大介、 - 山川恵子、木村キムチ、島健、Joeストリングス | - 伊集加代子グループ、宮田繁男、中原信雄、細野晴臣、 - 小池修、金山功、沖田晏広、数原晋、西山健治、 - 渡辺等、鶴来正基、斎藤誠、河合マイケル、井上大介、 - 山川恵子、木村キムチ、島健、Joeストリングス |
|             | 中原信雄 | - appears through the courtesy of - Tokuma Corporation |
|             | 鶴来正基 | - appears through the courtesy of - Alfa Records Inc. |

| arrangers ; 長谷川智樹、井上大介 |
| produced by the group |
| executive producer ; 石井俊雄 |
| associate producers ; 朝妻一郎、長門芳郎 |
| director ; 河合マイケル |
| remixing engineer ; 吉田保 |
| recording engineers ; 大森政人、大野邦彦、森岡徹也、中村悦弘 |
| assistant engineers ; 内藤哲也、太田泰彦、宮島哲博、関口利之 |
| cutting engineer ; 笠井鉄兵 |
| art directors ; 田淵稔、小西康陽、高浪慶太郎 |
| photographers ; 桑本正士、田淵稔、杉村純子 |
| management ; 杉村純子 for “The Greatest Hits” |
| |
| the small circle of friends ;- 麻田浩、細野晴臣、和田博巳、高護、平野恵理子、柴田康平、信藤三雄、小西幸夫、 - 高浪藤夫、福岡智彦、山口万由美、越美晴、寺田康彦、菅原一進、山田多理、 - 大野たかひろ、今泉雅史、飯泉俊之、塚田千春、山本和夫、関口太、 - 吉本栄、久保田浩樹、若林純夫、宮田繁男 |

## SRCL 3373

### 解説
1995年11月1日、ソニー時代のカタログ全4タイトルが最新リマスタリング音源によりリイシュー。初回盤は三方背BOX仕様。2004年には、ピチカート・ファイヴ解散3周年を記念して品番を改め再発売された。

## 収録曲
1. マジカル・コネクション magical connection  –  (2:49)
日本語詞：長門芳郎、詞 ⁄ 曲：J.B.Sebastian
2. サマータイム・サマータイム summertime, summertime  –  (3:36)
詞 ⁄ 曲：小西康陽
3. 皆笑った they all laughed  –  (3:27)
詞：小西康陽、曲：高浪慶太郎
4. 連載小説 serial stories  –  (4:22)
詞 ⁄ 曲：小西康陽
5. アパートの鍵 the apartment  –  (3:33)
詞：小西康陽、曲：高浪慶太郎
6. そして今でも what now our love  –  (3:31)
詞 ⁄ 曲：小西康陽
7. 七時のニュース seven o'clock news  –  (2:27)
詞：小西康陽、曲：鴨宮諒
8. おかしな恋人・その他の恋人 odd couple and the others  –  (3:39)
詞：小西康陽、曲：鴨宮諒
9. 憂鬱天国 my blue heaven  –  (3:37)
詞 ⁄ 曲：小西康陽
10. パーティー・ジョーク party joke  –  (1:55)
曲：高浪慶太郎
11. 眠そうな二人 two sleepy people  –  (3:09)
詞 ⁄ 曲：小西康陽
12. いつもさようなら everytime we say goodbye  –  (2:45)
詞：小西康陽、曲：高浪慶太郎

### クレジット
| ON THIS EDITION                                          |
|                                                          |
| Producer : 河合マイケル (Sony Records)                   |
| Executive Producer : 渡辺純一 (Sony Records)             |
| Associate Producer : 寺川智紀 (Fuji Pacific)             |
| A&R : 井上敦史 (Sony Records)                            |
| Art Director : 信藤三雄 (C.T.P.P.)                       |
| Designer : 北山雅和 (C.T.P.P.)                           |
| Production Co-ordinator : 三木孝浩 (SMC)、大熊和恵 (SMC) |
| Promotion Staff : 宇田明則 (Sony Records)                |
| Remastered by BOBBY HATA (DISC LAB)                      |

## リリース日一覧
| 地域 | リリース日    | レーベル                       | 規格                 | カタログ番号 | 備考 |
| ---- | ------------- | ------------------------------ | -------------------- | ------------ | --- |
| 日本 | 1987年4月1日  | CBS/SONY                       | LP                   | 28AH 2161    | 帯の代わりにステッカーを貼付。                                                                                                |
| 日本 | 1987年4月1日  | CBS/SONY                       | CT                   | 28KH 2123    | |
| 日本 | 1987年4月1日  | CBS/SONY                       | CD                   | 32DH 637     | |
| 日本 | 1995年11月1日 | Sony Records                   | CD                   | SRCL 3373    | ニュー・マスタリング音源使用。 初回仕様：三方背BOX                                                                            |
| 日本 | 1995年11月1日 | Sony Records                   | CD                   | SRCL 3372    | - 『a quiet couple』 - オリジナル・カラオケ・アルバム。初回限定：紙ジャケット仕様。                                           |
| 日本 | 2004年4月28日 | GT music ⁄ SMDR                | CD                   | MHCL 363     | 品番改定によるソニー・レコード盤の再発。                                                                                      |
| 日本 | 2016年8月24日 | GREAT TRACKS ⁄ GT music ⁄ SMDR | Blu-spec CD2         | MHCL 30392   | - 小西康陽監修2016年最新リマスタリング音源使用。 - カジヒデキによる書き下ろしライナーノーツ収載。                             |
| 日本 | 2016年8月24日 | GREAT TRACKS ⁄ GT music ⁄ SMDR | LP                   | MHJ7 1       | - 小西康陽監修2016年最新リマスタリング音源使用。 - オリジナル・リリース時に作成されたプロモーション用ポストカードを復刻封入。 |
| 日本 | 2016年8月24日 | Sony Music                     | デジタルダウンロード | -            | 通常音質 / ハイレゾ音源 |